# José Rufino Echenique

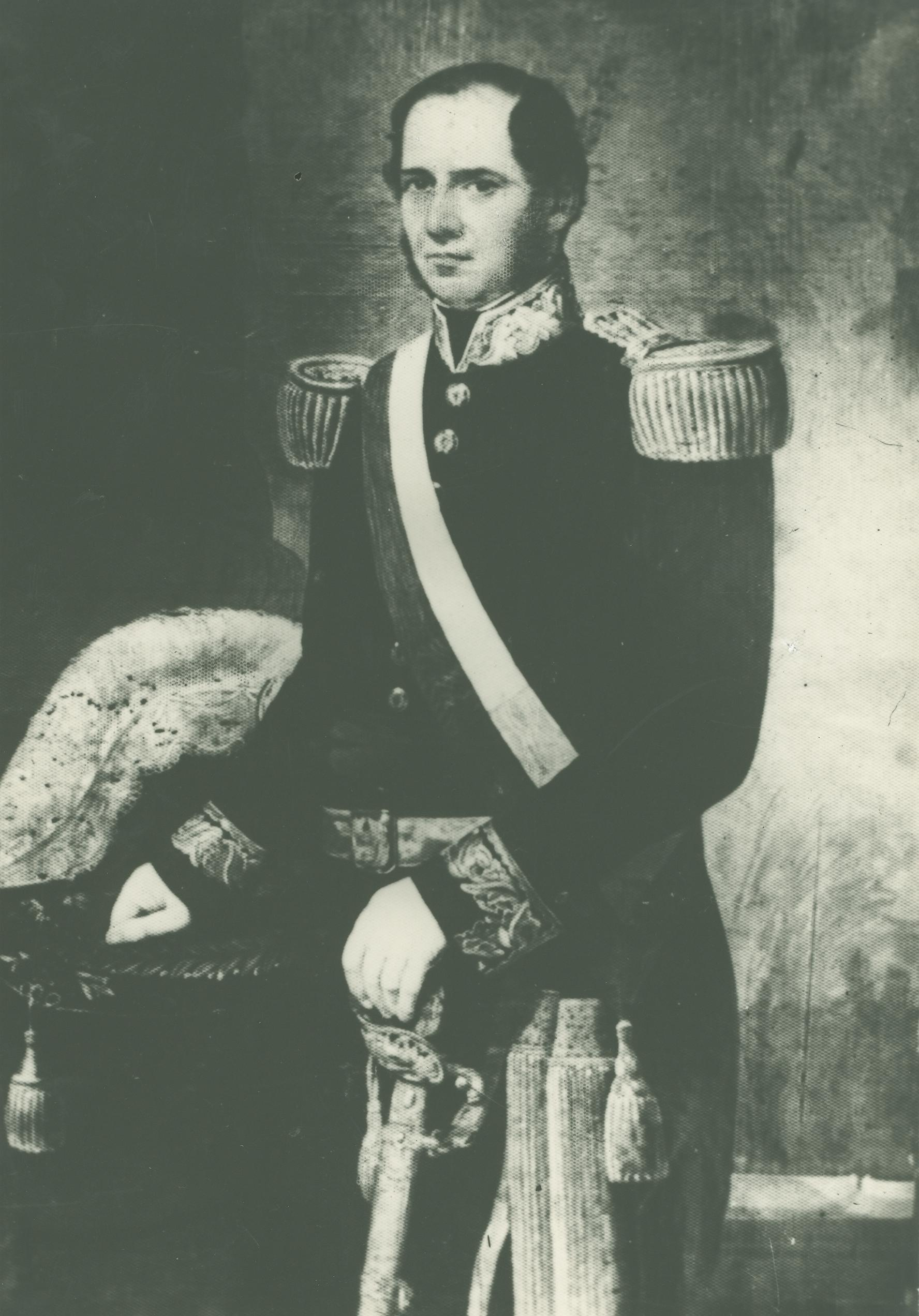
Porträt, Öl auf Leinwand

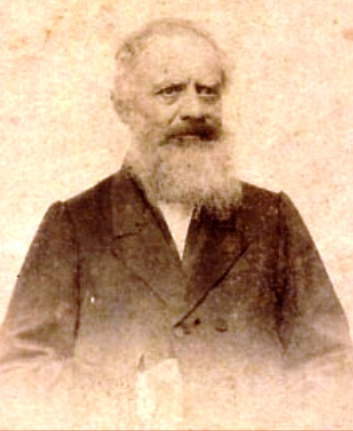
José Rufino Echenique im Jahr 1851

José Rufino Pompeyo Echenique Benavente (* 16. November 1808 in Puno, damals Teil des Vizekönigreichs Peru; † 16. Juni 1887 in Lima) war ein peruanischer Militär und Politiker. Er war von 1851 bis 1855 der 12. Staatspräsident von Peru.

## Leben und Wirken
José Rufino Echenique wurde 1808 in der heutigen südperuanischen Großstadt Puno geboren. Er nahm ab 1821 am Peruanischen Unabhängigkeitskrieg teil und diente später als Brigadegeneral. Am 20. April 1851 wurde er zum peruanischen Staatspräsidenten als Nachfolger von Ramón Castilla gewählt. Echenique behielt sein Amt bis zum 5. Januar 1855, als er im Rahmen der liberalen Revolution aufgrund von Korruptionsvorwürfen zurücktreten musste. Später wurde er 1864 Präsident des Kongresses und von 1868 bis 1871 Präsident des Senats.
Echenique war der Schwiegersohn des Großonkels der Mutter des postimpressionistischen Malers Paul Gauguin. Echenique beherbergte den jungen Gauguin und dessen Mutter von 1849 bis 1854 in seinem Präsidentenhaus im Zentrum von Lima.
Echenique verstarb 1887 in der Hauptstadt Lima im Alter von 78 Jahren. Er wurde auf dem Zentralfriedhof von Lima, dem Presbítero Matias Aquino, beerdigt.
Echenique war verheiratet mit Victoria Tristán (1823–1864), die somit die First Lady Perus war. Ihr Sohn Juan Martín Echenique (1841–1912) war von 1898 bis 1899 Bürgermeister von Lima.